# فرانک کوترل بویس

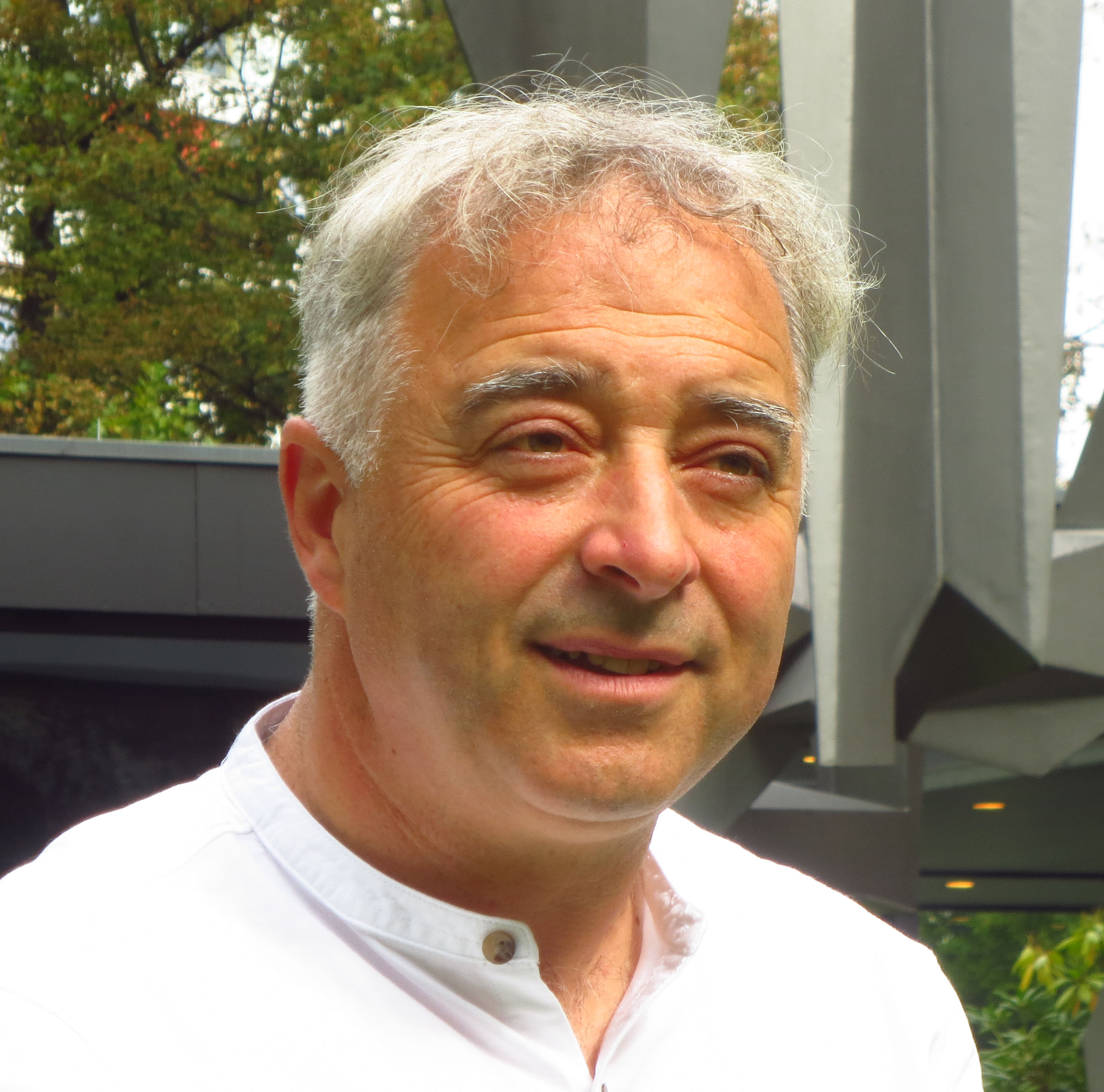

فرانک کوترل بویس (انگلیسی: Frank Cottrell Boyce؛ زادهٔ ۲۳ سپتامبر ۱۹۵۹) یک فیلم‌نامه‌نویس، و نویسنده اهل بریتانیا است.